# کشتی سوخت‌رسان کلاس چیکوپی
اویلر کلاس چیکوپی (به انگلیسی: Chicopee-class oiler) یک کلاس از کشتی است که طول آن ۵۲۰ فوت (۱۶۰ متر) می‌باشد.